# التغير العالمي

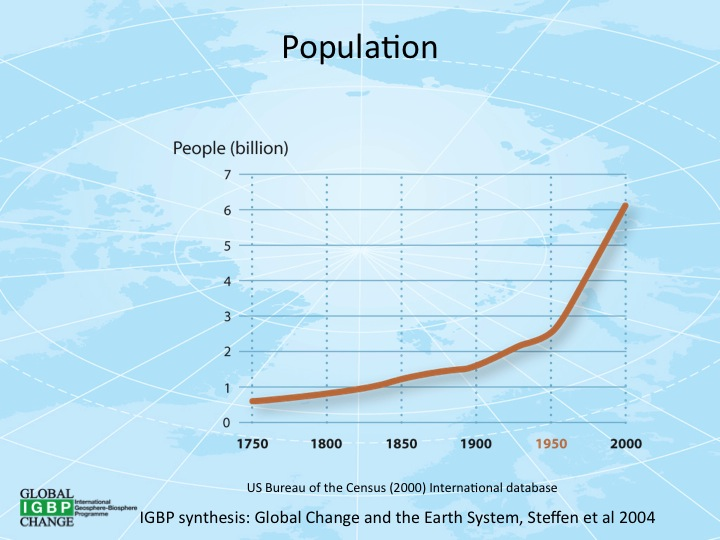

يشير التغيير العالمي إلى التغييرات التي حدثت على مستوى نظام كوكب الأرض كاملًا، والذي يتألف من اليابسة والمحيطات والغلاف الجوي والمناطق القطبية والحياة والدورات الطبيعية للكوكب والعمليات التي تحصل في عمق الأرض، إذ تؤثر كل هذه الأجزاء على بعضها البعض. يشمل نظام الأرض الآن المجتمعات البشرية، لذا فإن التغيير العالمي أصبح يتضمن أيضًا تلك التغييرات التي تحدث في المجتمعات وتأثيراتها اللاحقة على البيئة.
يشمل مصطلح «التغيير العالمي» بشكل كامل: السكان، والمناخ، والاقتصاد، واستخدام الموارد، وتطوير الطاقة، والنقل، والاتصالات، واستخدام الأراضي والغطاء الأرضي، والتحضر، والعولمة، ودوران الغلاف الجوي، ودورة المحيطات، ودورة الكربون، ودورة النيتروجين، ودورة المياه، وفقدان الجليد البحري، وارتفاع مستوى سطح البحر، والسلاسل الغذائية، والتنوع البيولوجي، والتلوث، والصحة، والصيد الجائر، وغير ذلك.

## تاريخ أبحاث التغيير العالمي
في عام 1980، أنشأت مجموعة من العلماء بقيادة عالم الأرصاد الجوية السويدي بيرت بولين برنامجًا دوليًا يسمى برنامج أبحاث المناخ العالمي، لتحديد ما إذا كان المناخ يتغير، وما إذا كان يمكن التنبؤ به ومدى مسؤولية البشر عنه. وحصل البرنامج على رعاية من المنظمة العالمية للأرصاد الجوية والمجلس الدولي للعلوم. ومع مرور الوقت، كان هناك إدراك متزايد بأن تغير المناخ جزء مرتبط بظاهرة أكبر وهي التغير العالمي. في عام 1987، نجح فريق من الباحثين بقيادة بيرت بولين، وجيمس مكارثي، وبول كروتزن، وآخرين في إطلاق برنامج بحث دولي للتحقيق في التغيير العالمي. انطلق البرنامج برعاية المجلس الدولي للعلوم، واسمه البرنامج الدولي للغلاف الأرضي والمحيط الحيوي. بضم البرنامج ثمانية مشاريع بحثية تستهدف أجزاء مختلفة من نظام الأرض والصلات بينها.
قادت البرامج الثلاثة: برنامج أبحاث المناخ العالمي، والبرنامج الدولي للغلاف الأرضي والمحيط الحيوي، والبرنامج الدولي للأبعاد البشرية (الذي أطلق في عام 1996) مؤتمرًا علميًا تاريخيًا في أمستردام عام 2001.
أدى المؤتمر بعنوان: «تحديات الأرض المتغيرة: مؤتمر العلوم للتغير العالمي» إلى إعلان أمستردام الذي نص على أنه «بالإضافة إلى تهديد تغير المناخ الكبير ، هناك قلق متزايد بشأن التعديل البشري المتزايد باستمرار للجوانب الأخرى من البيئة العالمية وما يترتب عليها من آثار على رفاهية الإنسان. تتأثر السلع والخدمات الأساسية التي يوفرها نظام دعم الحياة الكوكبي، مثل الغذاء والماء والهواء النظيف والبيئة المؤدية إلى صحة الإنسان، بشكل متزايد بالتغير العالمي».
كما ورد في الإعلان: «إن برامج التغيير العالمي الدولي تحث الحكومات والمؤسسات العامة والخاصة وشعوب العالم على الاتفاق على أن هناك حاجة ماسة لإطار أخلاقي للإشراف العالمي واستراتيجيات لإدارة نظام الأرض».
تمتلك العديد من الدول الآن برامجها ومعاهدها الخاصة للبحث حول التغيير العالمي، على سبيل المثال برنامج أبحاث التغيير العالمي الأمريكي وبرنامج المملكة المتحدة لقياس وفهم نظام الأرض. ومنذ مؤتمر أمستردام، وُضع برنامج دولي آخر يركز على التنوع البيولوجي باسم دايفرسيتاس "DIVERSITAS".
في عام 2012، عقدت هذه البرامج الدولية مؤتمرًا علميًا رئيسيًا آخر في لندن بعنوان «كوكب تحت الضغط: معرفة جديدة نحو الحلول».

## الأسباب
في الماضي، كانت الدوافع الرئيسية للتغير العالمي هي الدورة الشمسية، والصفائح التكتونية والبركانية، وتكاثر الحياة وتراجعها، وتأثير الحجر النيزكي، واستنزاف الموارد، والتغيرات في مدار الأرض حول الشمس والتغيرات في ميل الأرض على محورها. هناك أدلة دامغة على أن الدافع الرئيسي الآن للتغيير على نطاق الكوكب، أو التغيير العالمي، هو الطلب المتزايد للبشر على الموارد؛ وصف بعض الخبراء والعلماء هذه الظاهرة بأنها حقبة الأنثروبوسين. في الـ 250 عامًا الماضية، تسارعت وتيرة التغيير الذي يسببه الإنسان وتسبب في تغير المناخ، وانقراض أنواع على نطاق واسع، وانهيار مخزون الأسماك، والتصحر، وتحمض المحيطات، ونضوب طبقة الأوزون، والتلوث، وغير ذلك.